# Hạm đội Liên hợp
Hạm đội Liên hợp (聯合艦隊 Rengō Kantai) là một hạm đội của Hải quân Đế quốc Nhật Bản. Đây là hạm đội không thường trực, được thành lập trên cơ sở ít nhất 2 hạm đội thường trực. Hải quân Nhật gọi tắt hạm đội này là GF (từ chữ Grand Fleet trong tiếng Anh) mặc dù 聯合艦隊 trong tiếng Anh lại là Combined Fleet.

## Tổ chức
Hạm đội Liên hợp là nòng cốt của Hải quân Đế quốc Nhật Bản. Từ thời Minh Trị, lực lượng nòng cốt của hải quân Nhật là Hạm đội Thường trực (常備艦隊, Jōbikantai, Thường bị hạm đội) thành lập từ các thiết hạm mới và các tàu đang hoạt động. Đồng thời, một hạm đội gồm các tàu già cỗi, hoạt động ở tuyến hai tức là chỉ hoạt động gần bờ, gọi là Hạm đội Cảnh bị (警備艦隊, Keibi kantai, Cảnh bị hạm đội), Khi chiến tranh Nhật-Thanh bùng nổ, xuất hiện ý kiến cho rằng để Hạm đội Cảnh bị chẳng làm gì là phí phạm. Vì thế việc sáp nhập Hạm đội Thường trực và Hạm đội Cảnh bị được đặt ra. Tham mưu trưởng lúc đó là đại tá Yamamoto Gonbee đã đề xuất phương án đổi tên Hạm đội Cảnh bị thành Hạm đội Biển Tây (西海艦隊, Seikai kantai, Tây hải hạm đội), và sáp nhập hạm đội này với Hạm đội Thường trực thành Hạm đội Liên hợp.
Sáu ngày sau khi chiến tranh Nhật-Thanh bùng nổ, Hạm đội Liên hợp được thành lập. Sau chiến tranh này, Hạm đội bị giải tán và chỉ tái thành lập mỗi khi diễn tập và khi chiến tranh Nga-Nhật. Từ năm Taishō thứ mười hai (năm 1923), Hạm đội Liên hợp trở thành một hạm đội chính quy thường trực.
Bộ tư lệnh Hạm đội Liên hợp, với tư cách là bộ máy giúp việc cho tư lệnh, bao gồm tham mưu trưởng, phó tham mưu trưởng, sĩ quan tham mưu chủ nhiệm, sĩ quan tham mưu pháo binh, sĩ quan tham mưu ngư lôi, sĩ quan tham mưu không quân, sĩ quan tham mưu hải trình, sĩ quan tham mưu máy móc, sĩ quan tham mưu chiến đấu, sĩ quan tham mưu chính trị, chủ nhiệm đo đạc, chủ nhiệm quân y, chủ nhiệm tín hiệu, chủ nhiệm máy móc, chủ nhiệm khí tượng, các trợ lý, v.v...
Hải quân Nhật Bản, mà tiêu biểu là Hạm đội Liên hợp, suốt một thời gian dài đã không chỉ bao gồm các tàu chủ lực là các thiết giáp hạm, mà còn có các tàu hỗ trợ như khu trục hạm, tàu vận tải, với một số rất đông liên hợp lại. Vì là lực lượng tinh hoa khi chiến đấu thực tế, nên Hạm đội Liên hợp là nơi tập trung nhiều nhân tài của hải quân gồm những người đã được tôi luyện, trưởng thành từ lực lượng cảnh bị trên đất liền và lực lượng phòng ngự trên biển. Chính vì sự thiên vị này mà các lực lượng hải quân khác thường rơi vào tình trạng thiếu nhân lực nghiêm trọng. Lực lượng cạnh tranh chính với Hạm đội Liên hợp là lực lượng hàng không mẫu hạm cơ động, được thành lập nhờ tư tưởng hạm đội quyết chiến với các thiết giáp làm trung tâm. Nhưng việc lực lượng này bị thất bị nặng nề trong Trận chiến biển Philippines đã làm cho tư tưởng hạm đội quyết chiến sụp đổ. Vì thế, tư tưởng lấy Hạm đội Liên hợp làm trung tâm trở thành tư tưởng thống soái trong hải quân Nhật. Chính vì có tư tưởng như vậy, nên các lực lượng hộ tống trên biển và lực lượng săn tàu ngầm mãi đến sau trận chiến vịnh Leyte mới được thành lập.

## Lịch sử
Sau đây là danh sách các trận đánh hải quân của Hạm đội Liên hợp, chỉ xét các trận có sự tham gia của soái hạm.
- Chiến tranh Nhật-Thanh
  - Trận sông Áp Lục (ngày 17 tháng 9 năm 1894). Soái hạm là tuần dương hạm Matsushima.
  - Trận Uy Hải Vệ (kết thúc ngày 12 tháng 2 năm 1895). Soái hạm là tuần dương hạm Matsushima.
- Chiến tranh Nga-Nhật
  - Hải chiến Hoàng Hải (ngày 8 tháng 10 năm 1904). Soái hạm là thiết giáp hạm Mikasa.
  - Hải chiến Tsushima (ngày 27-28 tháng 5 năm 1905). Soái hạm là thiết giáp hạm Mikasa.
- Chiến tranh Thái Bình Dương
  - Trận Midway (ngày 5-7 tháng 6 năm 1942). Soái hạm là thiết giáp hạm Yamato.

## Danh sách các tư lệnh
Sau đây là danh sách các tư lệnh của Hạm đội Liên Hợp xếp theo ngày nhậm chức.
1. Phó đô đốc Itō Kesuyuki - nhậm chức ngày 19/7/1894
2. Phó đô đốc Arichi Shinanojō - 11/5/1895
3. Phó đô đốc Tōgō Heihachirō - 28/12/1903
4. Đô đốc Tōgō Heihachirō - 14/6/1905
5. Phó đô đốc Ijūin Gorō - 8/10/1908
6. Phó đô đốc Yoshimatsu Shiketarō -1/11/1915
7. Phó đô đốc Yoshimatsu Shiketarō - 1/9/1916
8. Đô đốc Yoshimatsu Shiketarō - 1/10/1917
9. Đô đốc Yamashita Gentarō - 1/9/1918
10. Đô đốc Yamashita Gentarō - 1/6/1919
11. Đô đốc Yamaya Tanin - 1/5/1920
12. Đô đốc Tochinai Sojirō - 24/8/1920
13. Đô đốc Tochinai Sojirō - 1/5/1921
14. Phó đô đốc Takeshita Isamu -1/12/1922
15. Đô đốc Suzuki Kantarō - 27/1/1924
16. Đô đốc Okada Keisuke - 1/12/1924
17. Phó đô đốc Katō Hiroharu - 10/12/1926
18. Đô đốc Taniguchi Naomi - 10/12/1928
19. Phó đô đốc Yamamoto Eisuke - 11/11/1929
20. Phó đô đốc Kobayashi Seizō - 1/12/1931
21. Phó đô đốc Suetsugu Nobumasa - 15/11/1933
22. Phó đô đốc Takahashi Sankichi - 15/11/1934
23. Phó đô đốc Yōnai Mitsumasa - 1/12/1936
24. Đô đốc Nagano Osami - 2/2/1937
25. Phó đô đốc Yoshida Zengo - 1/12/1937
26. Phó đô đốc Yamamoto Isoroku - 30/8/1939
27. Đô đốc Yamamoto Isoroku - 11/8/1941
28. Đô đốc Kochi Mineichi - 21/4/1944
29. Đô đốc Toyoda Soemu - 3/5/1944
30. Đô đốc Toyoda Soemu - 1/5/1945
31. Phó đô đốc Ozawa Jisaburō - 29/5/1945

## Danh sách soái hạm
Sau đây là danh sách các soái hạm của Hạm đội Liên hợp xếp theo thứ tự cũ trước mới sau.

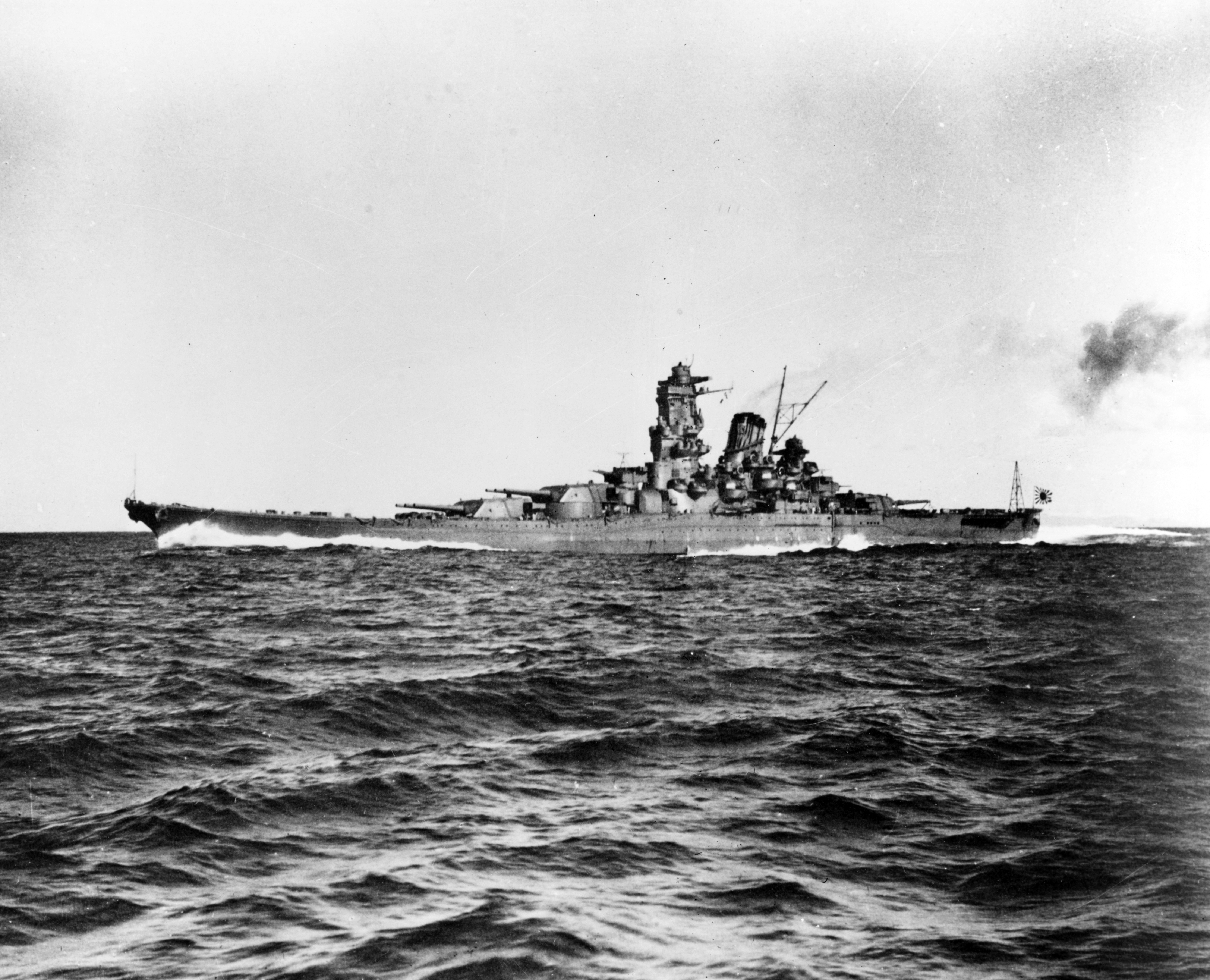
Thiết giáp hạm Yamato

- Tuần dương bảo vệ Matsushima
- Thiết giáp hạm Mikasa
- Thiết giáp hạm Shikishima
- Thiết giáp hạm Asahi
- Thiết giáp hạm Kongō
- Thiết giáp hạm Yamashiro
- Thiết giáp hạm Nagato
- Thiết giáp hạm Mutsu
- Thiết giáp hạm Yamato
- Thiết giáp hạm Musashi
- Tuần dương hạm Ōyodo